# Euchlaena argyllaria
Euchlaena argyllaria là một loài bướm đêm trong họ Geometridae.